# Paul Baeteman
Paul Baeteman (Nieuwpoort, 10 november 1933 - 12 maart 2022) was een veelzijdig Belgisch kunstenaar, maar in hoofdzaak beeldhouwer in marmer en arduin.

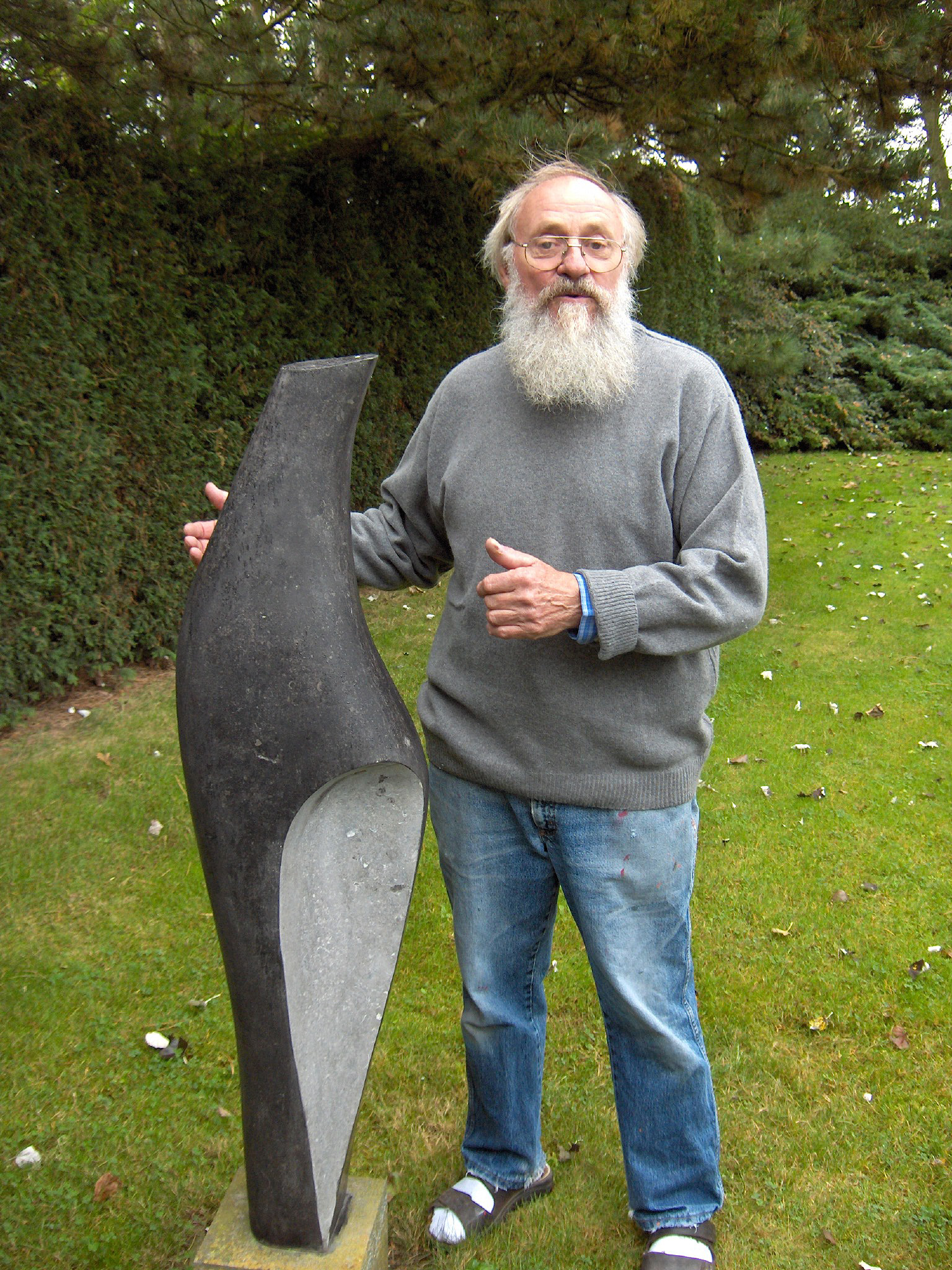
Paul Baeteman en sculptuur

Hij was in feite een echte laatbloeier. In zijn jeugd had hij graag muzikant geworden, maar zijn ouders kantten zich hiertegen. Zij verkozen dat hij een vak zou leren. Hij volgde de klassieke  Latijns-Griekse opleiding in het middelbaar onderwijs. Hij leerde tevens technisch tekenen in de stedelijke tekenschool, en later in het Koninklijk Atheneum te Veurne. Een stage handenarbeid aan de Rijksnormaalschool te Blankenberge deed bij hem de liefde voor het boetseren, houtbewerking en metaalbewerking ontstaan. Dit zou beslissend zijn voor de latere richting in zijn leven.
Gedurende zijn studies kluste hij bij als slagersknecht in Koksijde. Dit had ook een invloed op zijn later werk. Hier leerde hij de anatomie van het dier kennen. Dit zou later zijn vormentaal aanscherpen.
Nog steeds was er geen beeldhouwer in hem ontloken. Na zijn studies kon hij in feite alle kanten uit. Hij kweekte een liefde voor fotografie. Later zou hij al zijn werken zelf fotograferen. Hij werd hoofdambulancier bij het Rode Kruis en lid van de reddingsploegen langs de kust. 
Hij was tevens sportief aangelegd : lid van een keurturngroep, later professioneel volleyballer en scheidsrechter.
Hij was ook een vogelliefhebber en lid van de lokale vereniging ‘De Strandleeuwerik’. Hij beschilderde voor hen de geschenkborden. Maar schilderen was blijkbaar zijn echte liefde niet. Het zou uiteindelijk blijven bij enkele jeugdschilderijen. Hij vond de twee dimensies van een schilderij te beperkend.

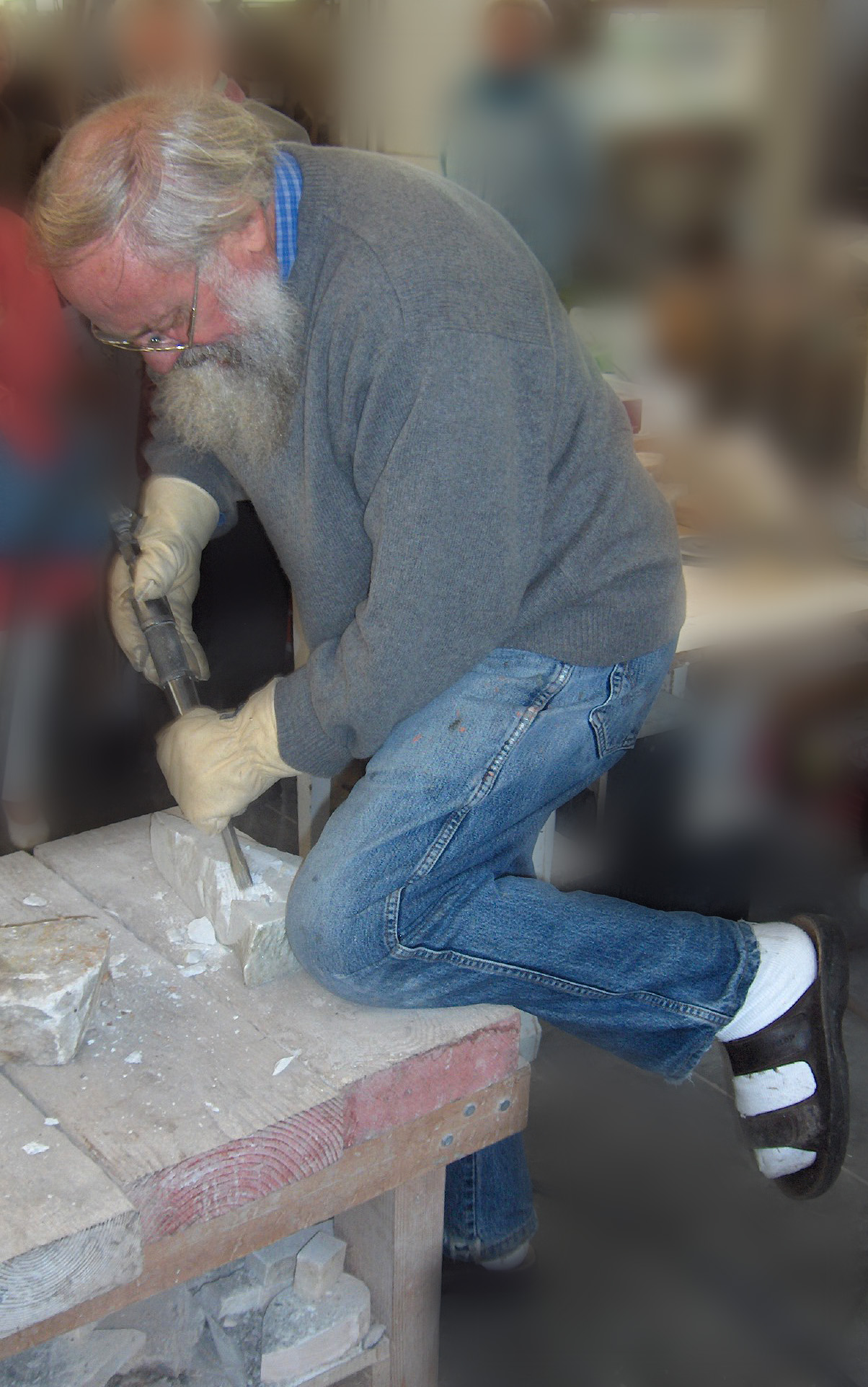
de kunstenaar aan het werk

Met zijn diploma handenarbeid op zak, ging Paul Baeteman naar de pas opgerichte sectie 'plastische kunsten' van de normaalschool te Gent. Tezelfdertijd moest hij voor de feitelijke artistieke scholing ook nog naar de Gentse Academie. Hier kreeg hij niet alleen een fascinatie voor maskers en beelden uit de Afrikaanse kunst, maar ook de Duitse expressionisten en voor Picasso. Een van zijn leraars was de bekende kunstschilder Octave Landuyt, die in zijn lessen een verdediger van de abstracte schilderkunst was. Dit botste regelmatig met de voorkeur van Paul Baeteman, wiens voorkeur eerder uitging naar de moderne en niet naar de abstracte schilderkunst.
Gedurende zijn legerdienst in Duitsland, begon hij, in zijn vrije tijd, met houtbewerking: een kleine torso en een bas-reliëf van zijn verloofde Renée Averin, een lerares Germaanse talen. Hij had zijn richting in het driedimensionale gevonden.
Toen hij trouwde, ging het paar wonen in het afgelegen huis van zijn grootouders, diep in het uitgestrekte polderlandschap van Wulpen (nu een deelgemeente van Koksijde). Hij sloopte het huis en bouwde zelf zijn nieuw huis. Hij zorgde voor de wateraanvoer en voor elektriciteit. Zelfs nu nog is er geen riool. Al het afvalwater wordt gezuiverd in een rietveld.

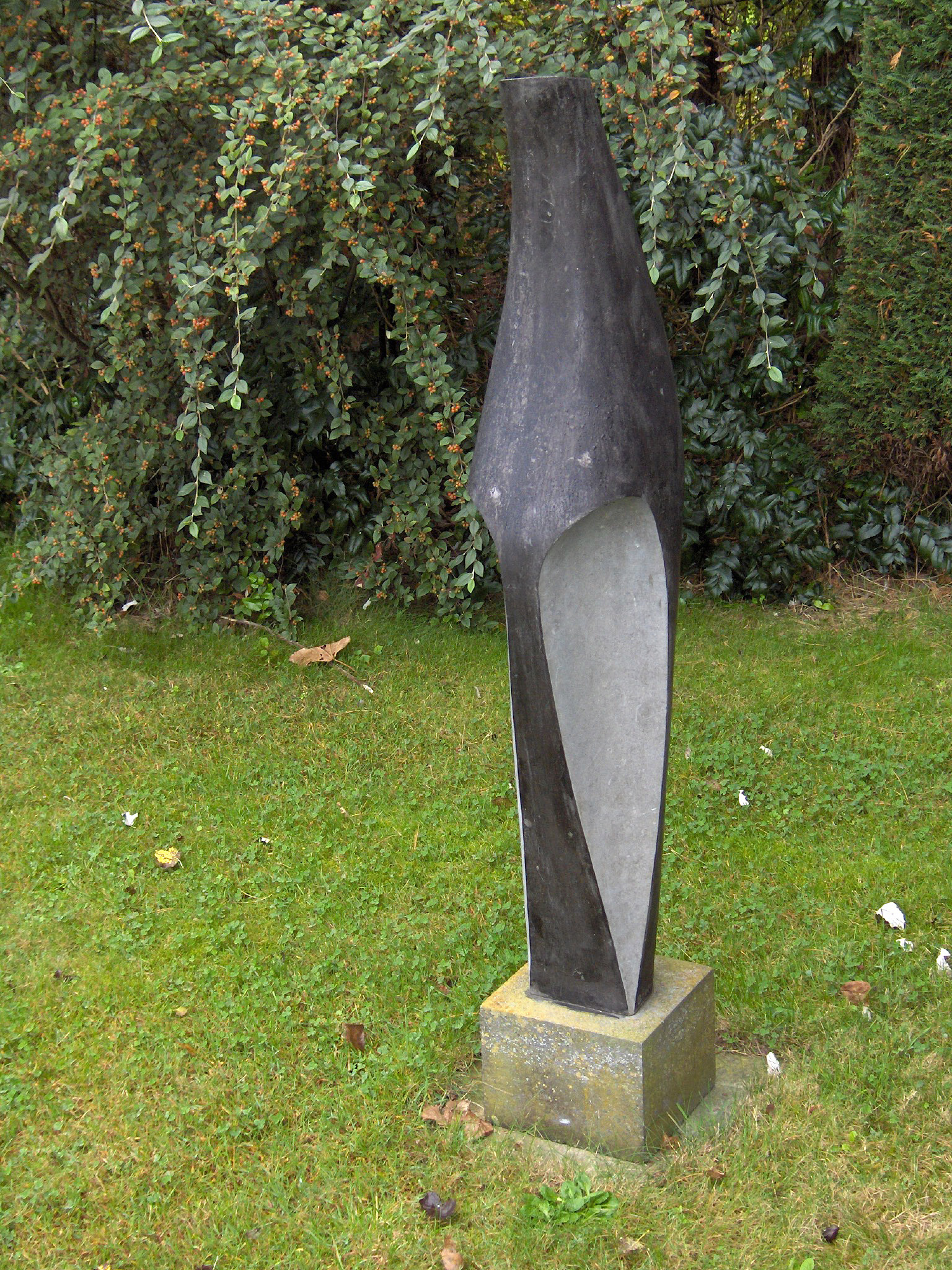
Een beeld gemaakt door Baeteman

Met zijn diploma op zak, begon hij aan een loopbaan van 33 jaar als leraar technisch tekenen en plastische opvoeding, eerst in Poperinge en de laatste 9 jaar in Nieuwpoort, in dezelfde middelbare school waar hij ooit leerling was geweest. Als artistiek leraar werd hij betrokken in allerlei nevenactiviteiten: grimeur van toneelgroepen, ontwerper van decors en affiches, zelfs balletmeester. Met plezier verhaalde hij hoe hij een klas de ‘Danse macabre’ van Camille Saint-Saëns kon doen opvoeren. Hij had zelf alles moeten ontwerpen: de fluorescerende kledij van de skeletten, de enscenering, de repetities.
Om de eindjes aan elkaar te kunnen knopen, ging hij regelmatig bijklussen als landwerker gedurende elke schoolvakantie. Gezeten op een maaidorser hielp hij mee met de boeren om de oogst binnen te halen. Via dit volksleven kwam ook in contact met de ‘Orde van Paardenvissers’ uit Oostduinkerke, waar hij later grootmeester zou worden.
De Wereldtentoonstelling van 1958 in Brussel liet bij hem diepe sporen na, vooral het Franse paviljoen met allerlei houtsoorten als muurversiering en de houten eetstellen in het Thai paviljoen. Hij zou deze invloeden gebruiken bij de uitwerking van zijn huis. Hieruit ontstond later ook een totemcollage (1965), een van zijn eerste grotere beelden.
Vanaf 1966 begon Paul Baeteman zijn ware roeping te ontdekken. Hij behaalde de eerste prijs in een tekenwedstrijd van de ‘Orde der Paardenvissers’. De bekende kunstenaars Paul Delvaux en Joris Minne zetelden in de jury. Joris Minne zou trouwens een huisvriend worden.
Paul Baeteman had het werk van de Britse beeldhouwer Henry Moore leren waarderen: de liefde voor de compositie en de organische vormen in steen. Dus geen abstractie omwille van de abstractie (zoals zijn vroegere leraar Octave Landuyt had voorgesteld). Uit deze gedachtegang ontstond zijn beeldhouwwerk ‘Eva’ (1969), stukken appelboomhout aaneengelijmd tot een liggende vrouwenfiguur. Dit beeld werd vertoond op de openluchttentoonstelling in de duinen van Oostduinkerke, georganiseerd door Baeteman.
Paul Baeteman begon zich rond 1966 toe te leggen op beeldhouwwerk in hout, arduin, onyx en marmer. Hij kon regelmatig geschikte stukken van deze stenen recupereren uit de afbraak- en bouwwoede langs de Vlaamse kust in die jaren. Hij ging er prat op dat hij nooit arduin heeft moeten kopen.
Zijn eerste kunstwerken waren in hout; ‘De lange weg’ (1968), een totem uit olmenhout, is een van zijn eerste beelden. Daarna volgden ‘Ideeën’ (1969) in Afrikaanse notelaar en ‘Danseresje’ (1970) in Afrikaanse goudbruine kambalahout.
Vervolgens legde hij zich ook toe op de witte Franse steen: ‘Arbeid’ (1968) en op het harde arduin : Livia (1970).
In zijn beeldhouwwerk moest Baeteman het hebben van de inspiratie van het ogenblik, de ‘taille directe’. De vorm van de steen bepaalde de vorm van het kunstwerk. Hij begon aan een stuk steen en naarmate hij verderging, ontdekte hij de uiteindelijke vorm van zijn kunstwerk, niet alleen door zijn esthetische verbeelding maar ook door zijn gedreven vakmanschap. Enkel voor grote werken maakte hij voordien een schets.
Hij werd nu steeds meer geboeid door marmer. Hij kon echter de fijne kneepjes van het vak niet ter plaatse leren. Hij trok uiteindelijk naar de bron: de marmergroeven van Carrara in Italië. In de paasvakantie van 1974 was het zover. Hij maakte er kennis met Bruno Rossi, die hem introduceerde bij lokale beeldhouwers. Gedurende de zomer van 1974 keerde hij er terug. Hij werkte er van ’s morgens tot ’s avonds om er de technische knepen van de marmerbewerking ten volle te kennen: de keuze van de marmersoort, de juiste beitels, het gebruik van de pneumatische hamer. Het duurde niet lang of hij had ter plaatse reeds zijn eerste kunstwerken gemaakt: ‘Zomer 1974’, ‘De Sprong’, ‘Nanette’, ‘Versmelting’ en ‘Ontluikende bloem’. De eerste was gemaakt naar een maquette, de anderen naar ‘taille directe’. Hij kreeg dra lokale bekendheid en verkreeg hierdoor het voorrecht zelf zijn stukken marmer te mogen uitkiezen in de marmergroeve. Paul Baeteman en zijn gezin zijn er elk jaar blijven terugkeren tot 1980.
Vanaf deze tijd begon een geweldige creatieve periode. Hij bleef echter ook verder werken in arduin, hout of polyester, zoals ‘Luisteren naar de zee’ (1988). Hij verkreeg allerlei gradaties, van korrelig grijze tonen naar glanzend zwart : ‘Gelukkig huwelijk’ (1969), ‘Grijze vogel’ (1987), ‘De golf’ (1987), Kristallijn (1990).
Gedurende zijn jeugd had Paul Baeteman ook leren omgaan met metaal en plaatijzeren banden. Hij slaagde erin op artistieke wijze een ruimtelijke plasticiteit te scheppen met een sterk lineair karakter : ‘Stalen kathedraal’ (1986), ‘Variaties op het vierkant’ (1986), Cirkelbogen (1988), ‘Horizontaal-verticaal’ (1988).
Zoals reeds vermeld, grote beelden vergden een voorstudie. Zijn ‘Geboorte van Venus’ (1987) begon reeds te rijpen met een voorstudie in 1980 en later een terracottamodel. Er ontstond een zekere eenvoud in het model, een zuivere beeldvorming.
Hij werkte ook aan grotere opdrachten. ‘Ingeblikt’ is een beeldengroep van 3 personages die een flatgebouw in- en uitgingen. De opdracht is echter afgesprongen. Nu nog staat een beeld van deze groep in de tuin van Paul Baeteman. Een volgend opdracht was het ‘Dunkirk Memorial’ (1977), een arduinen monoliet op de zeedijk in  De Panne. ‘De zee verticaal gezien’ (1987) is een derde monumentaal ontwerp, een hol, houten balkenstructuur dat geschoven werd over een bestaande betonnen paal, geplaatst op de zeedijk van Oostduinkerke. Het is een hoogtepunt in het oeuvre van Paul Baeteman.
Deze volbloed kunstenaar ging om met zijn medemens op een charmante wijze, zonder veel complexen. Hij kon zijn toehoorders overtuigen op levendige wijze van zijn gedrevenheid in de meest eenvoudige bewoordingen. Hij beleefde een esthetisch plezier in zijn werk, het verwerken van de spanning tussen licht en lijn. Hij was geen theoreticus, maar een man van de daad. Kortom, een groot kunstenaar.

## Galerij

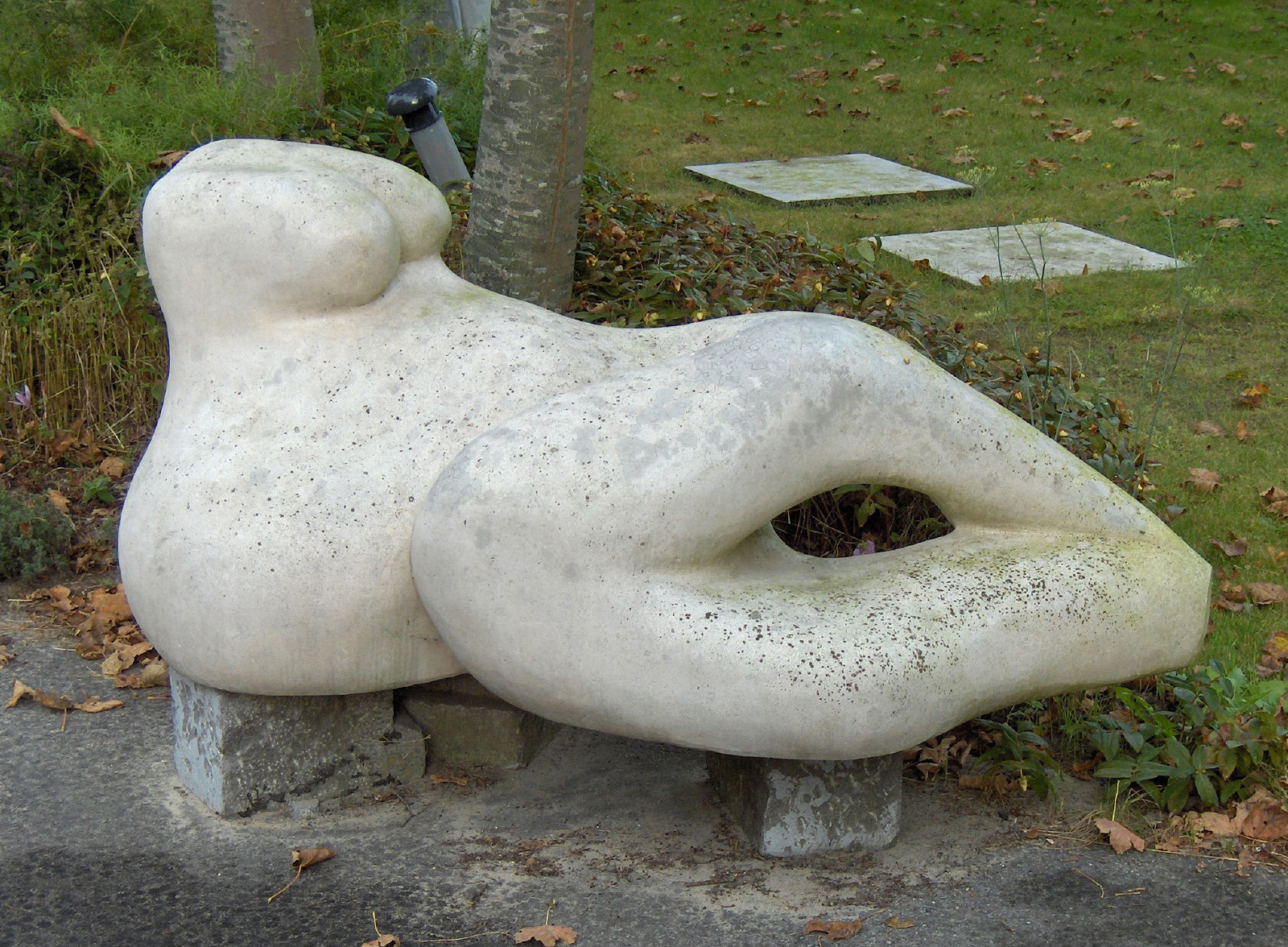
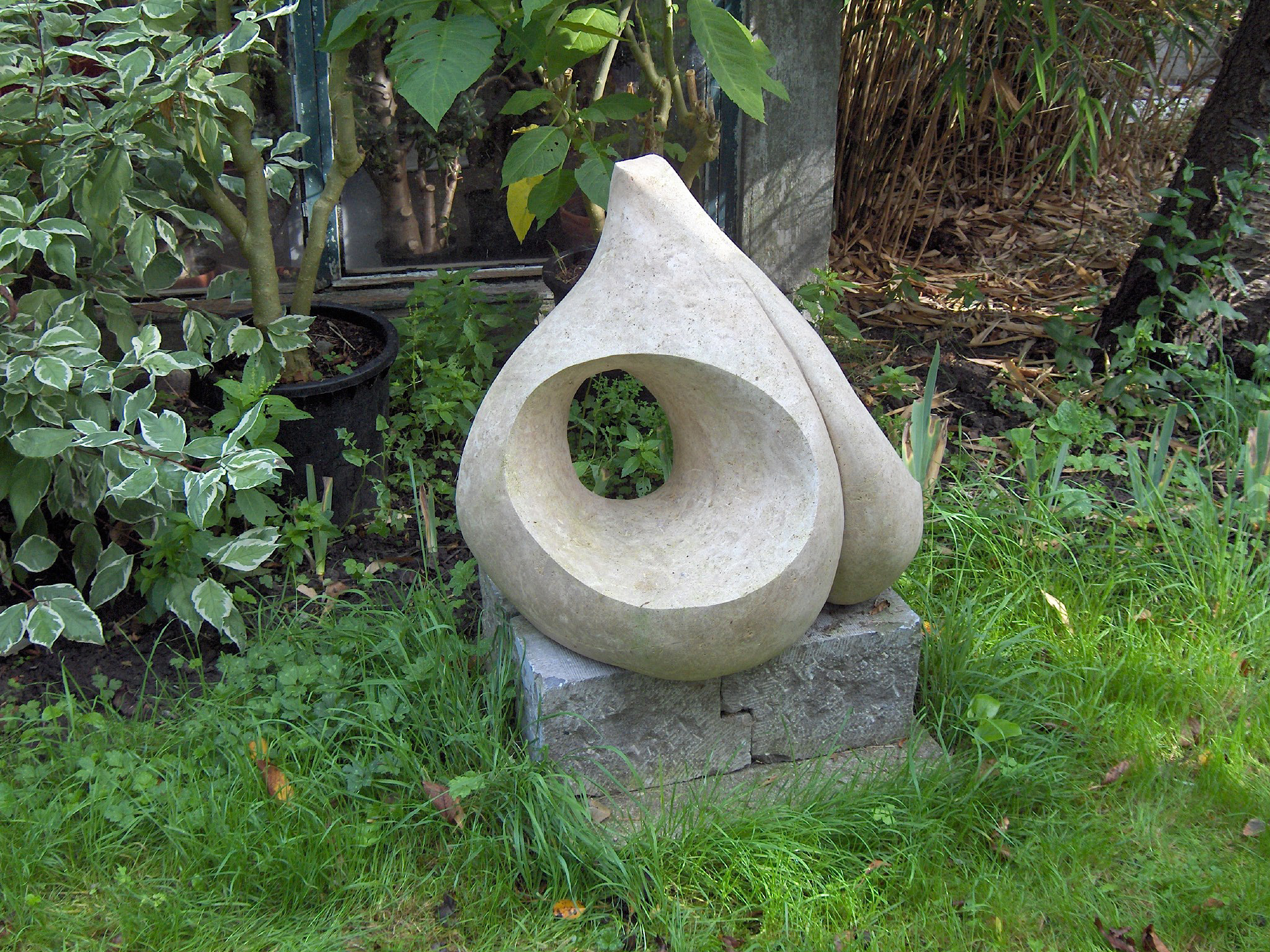
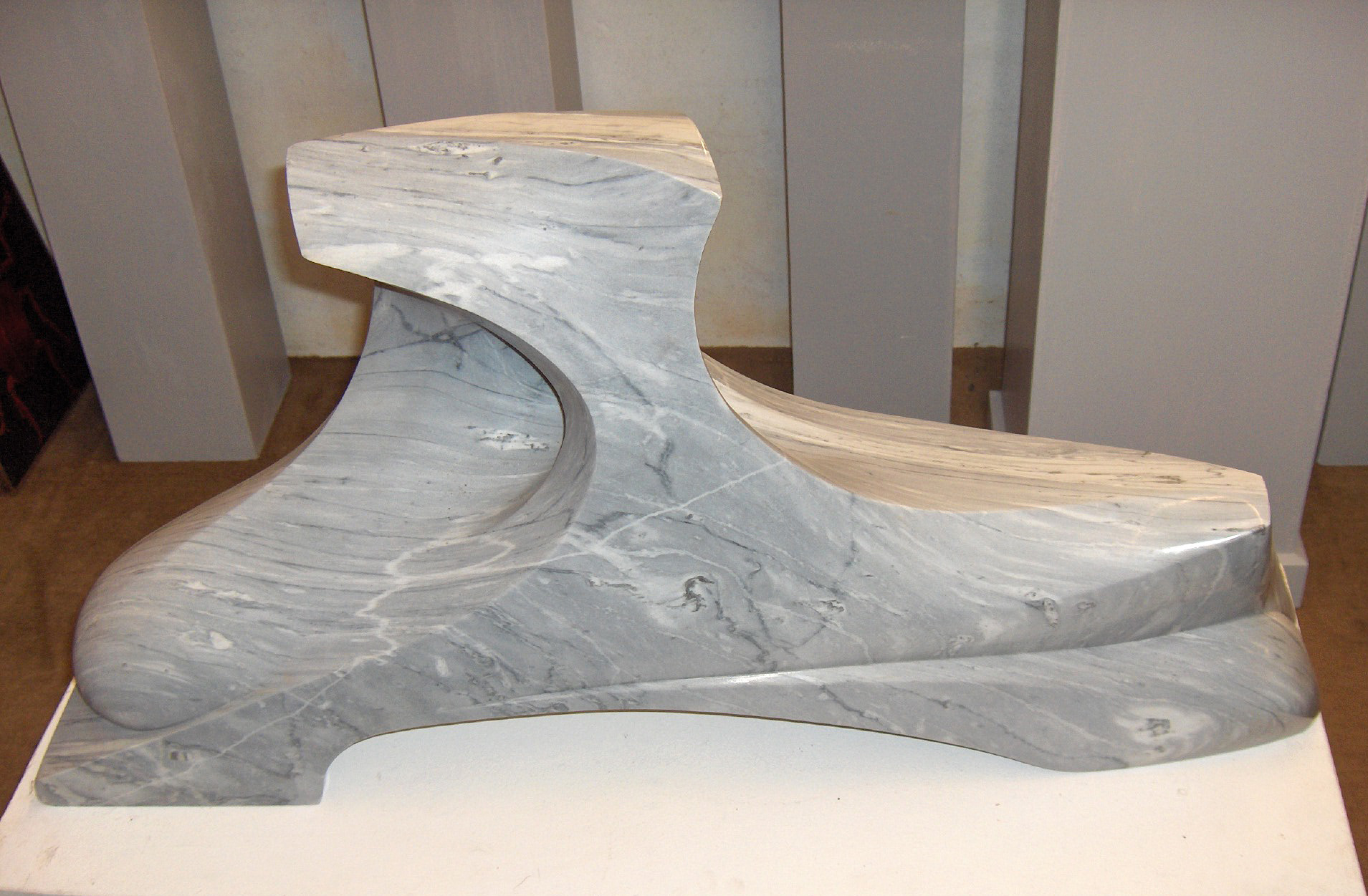
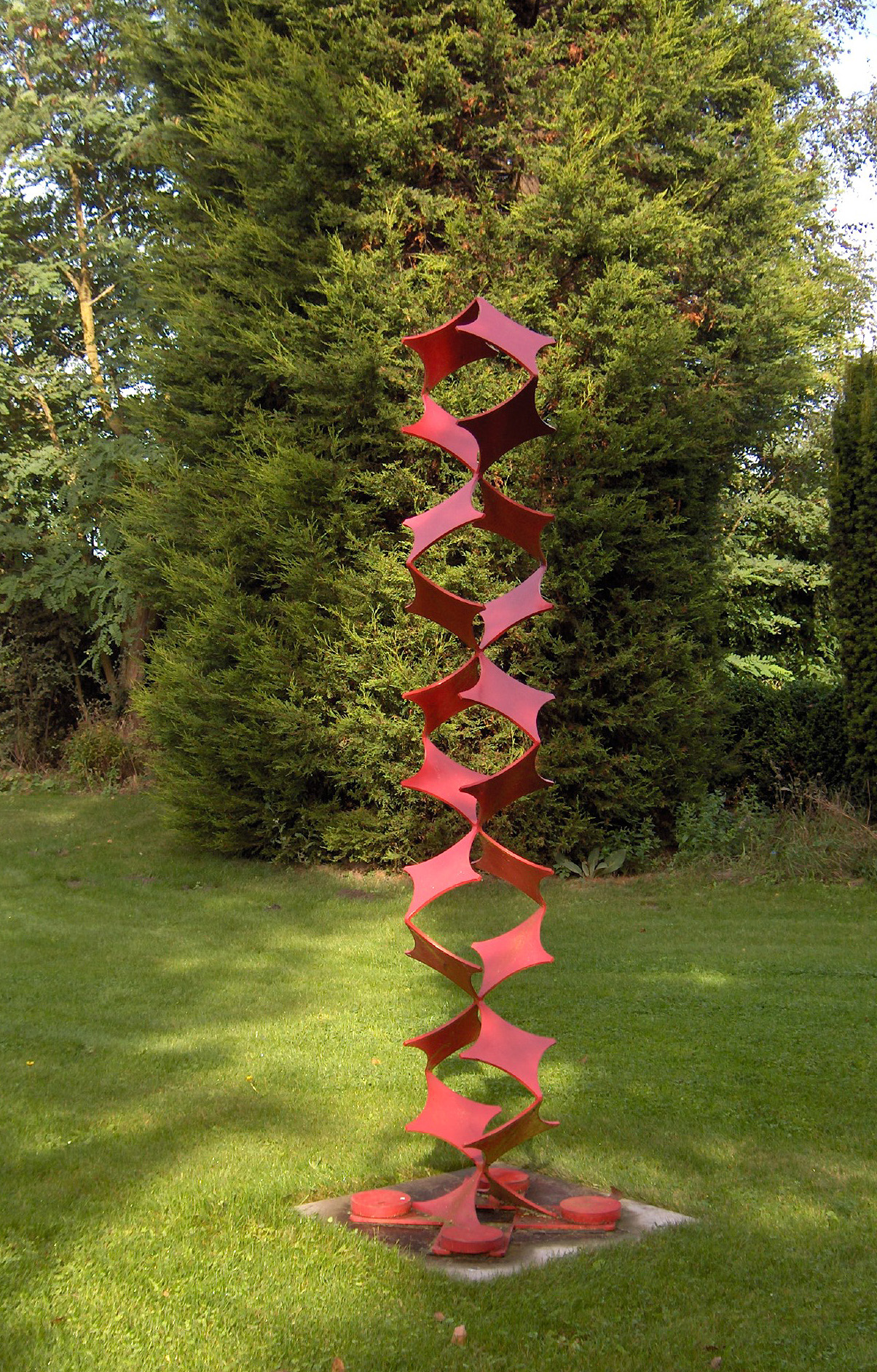
Variaties op een vierkant